# Intelligenzaktion Pommern
L'Intelligenzaktion Pommern fu un'operazione nazista volta all'eliminazione dell'intellighenzia polacca, all'inizio della seconda guerra mondiale, principalmente nel Voivodato di Pomerania. Fece parte della più ampia Intelligenzaktion genocida che ebbe luogo nella Polonia occupata nel corso dell'operazione Tannenberg (in tedesco: Unternehmen Tannenberg), con lo scopo di insediare i funzionari nazisti di SiPo, Kripo, Gestapo e SD alla guida della nuova macchina amministrativa.
L'ordine di Adolf Hitler fu eseguito dall'ufficio del Referat Tannenberg di Reinhard Heydrich insieme al Reichssicherheitshauptamt (RSHA) di Heinrich Himmler: furono radunati i membri polacchi dell'intellighenzia e dell'élite socio-culturale e poi giustiziati senza processo dalle Einsatzgruppen in diversi luoghi come, ad esempio, nel caso dei massacri nella foresta di Piaśnica e della Valle della Morte. L'operazione iniziò subito dopo l'invasione del settembre 1939, con una seconda ondata nella primavera del 1940, queste operazioni furono una prima misura della colonizzazione tedesca prevista nel Generalplan Ost.

## Contesto storico
Dopo l'invasione della Polonia, la popolazione etnica polacca e i casciubi della Pomerania polacca furono immediatamente oggetto di un terrorismo brutale. I polacchi durante la guerra furono considerati subumani, furono assassinati i prigionieri di guerra così come molti intellettuali polacchi e vari leader delle comunità. Molti dei crimini furono commessi, con l'approvazione ufficiale delle unità Einsatzkommando 16 e Selbstschutz, ovvero le organizzazioni paramilitari formate dai tedeschi etnici con precedente cittadinanza polacca, che a loro volta furono incoraggiati a partecipare alle violenze e ai pogrom dal Gauleiter Albert Forster.
Il Gauleiter Forster in un discorso al Prusinski Hotel di Wejherowo aizzò i tedeschi contro i polacchi dicendo:"Dobbiamo eliminare i polacchi infestati dai pidocchi, a cominciare da quelli nella culla... nelle tue mani do il destino dei polacchi, tu puoi fare di loro quello che vuoi". La folla si radunò davanti all'hotel al grido di "Uccidi i cani polacchi!" e "Morte ai polacchi". I Selbstschutz parteciparono ai primi massacri e molti dei loro membri si unirono in seguito alle forze di polizia e alle SS continuando nei massacri fino all'autunno del 1940. L'azione organizzata, finalizzata allo sterminio della popolazione polacca nella regione però, iniziò solo dopo la fine della campagna di settembre, proprio con l'Intelligenzaktion Pommern, parte della più complessa Intelligenzaktion nazista volta a liquidare l'élite polacca: gli obiettivi principali furono l'intellighenzia polacca, accusata dai nazisti di politiche filo-polacche nel corridoio di Danzica durante il periodo tra le due guerre, e i polacchi istruiti, percepiti dai nazisti come il principale ostacolo alla prevista germanizzazione della regione.

## Elenco degli obiettivi

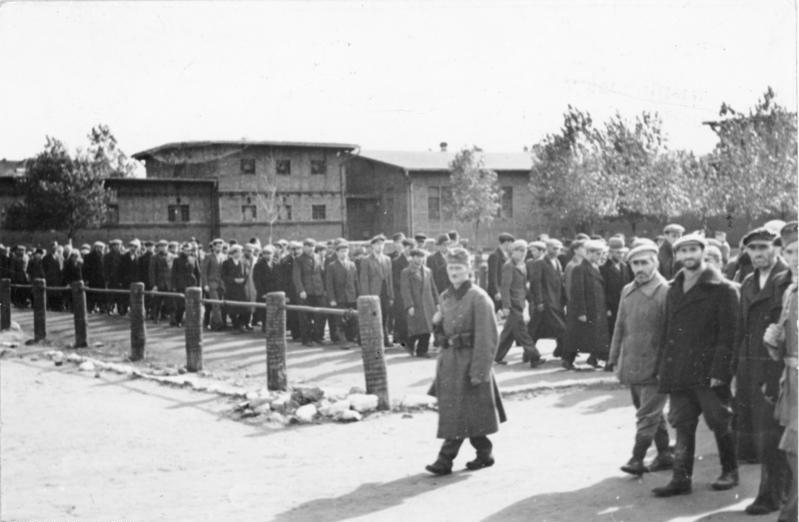
Polacchi ed ebrei internati a Bydgoszcz.

Anche prima dell'invasione della Polonia, la polizia tedesca e la Gestapo collaborarono con la minoranza tedesca in Polonia per preparare gli elenchi dei polacchi Sonderfahndungsbuch Polen, considerati come rappresentanti del governo, dell'amministrazione, della cultura e della vita polacca: le persone in lista furono definite "nemici del Reich" e designate per essere giustiziate.
Secondo i criteri ufficiali, nell'intelligence polacca fu incluso chiunque avesse un'istruzione da scuola media o superiore, sacerdoti, insegnanti, medici, dentisti, veterinari, ufficiali militari veterani, burocrati, membri dell'amministrazione polacca, polizia, imprenditori e mercanti, medi e grandi proprietari terrieri, scrittori, giornalisti e redattori di giornali, inoltre tutte le persone che durante il periodo tra le due guerre appartennero alle diverse organizzazioni culturali e patriottiche polacche come Polski Związek Zachodni, l'Unione Polacca dell'Ovest, Związek Obrony Kresów Zachodnich, Sokół o la Lega Marittima e Coloniale.
Tra l'autunno del 1939 e la primavera del 1940, i nazisti uccisero circa 100.000 polacchi, 61.000 dei quali inclusi negli elenchi: il luogo principale di questi omicidi furono le foreste intorno a Piaśnica.

## Luoghi delle esecuzioni

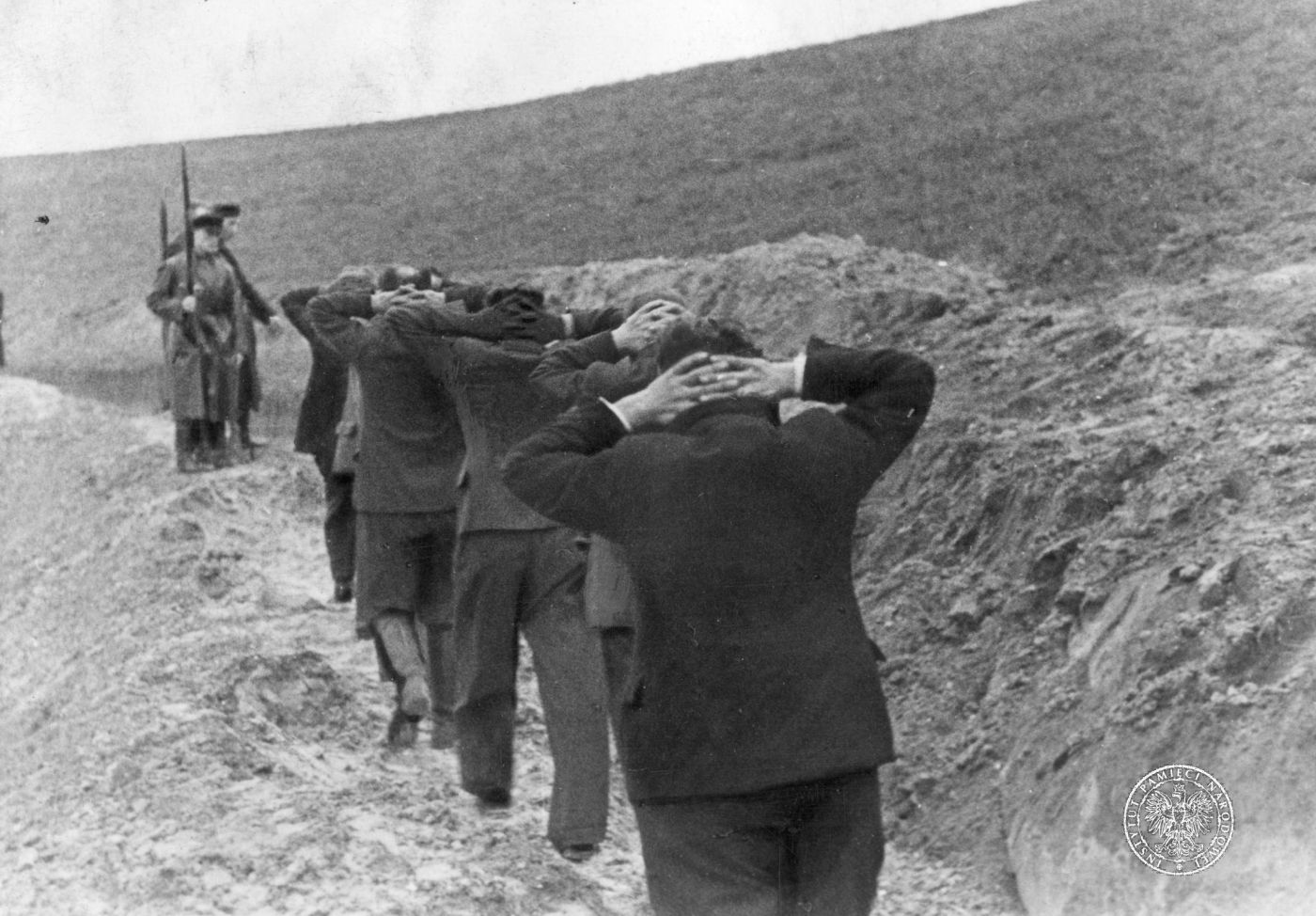
Insegnanti polacchi di Bydgoszcz sorvegliati da membri Selbstschutz prima della loro esecuzione.

La maggior parte delle esecuzioni ebbe luogo nelle foreste di Piaśnica, a Mniszek vicino Świecie e nelle foreste di Szpęgawski vicino a Starogard Gdański. Le unità Selbstschutz e la Gestapo uccisero complessivamente circa 5.000-6.600 persone tra polacchi ed ebrei, dall'ottobre al novembre 1939 a Bydgoszcz, nella Polonia settentrionale. In un simile omicidio di massa vicino a Chojnice (in polacco: Chojnicka Dolina Śmierci), 2.000 cittadini furono assassinati tra il 1939 e il 1945. La maggior parte delle vittime furono l'intellighenzia polacca e i pazienti degli ospedali psichiatrici assassinati nell'ambito del programma Aktion T4.

## Unità SS coinvolte
Le unità coinvolte negli omicidi di massa a Piaśnica furono:
- Einsatzkommando 16, al comando di Rudolf Tröger;
- 36º Reggimento SS-Wachsturmbann "Eimann", al comando di Kurt Eimann;
- membri delle unità Selbstschutz.

Omicidio di massa nella foresta di Szpęgawski:
- 36º Reggimento SS-Wachsturmbann "Eimann", al comando di Kurt Eimann;
- membri Selbstschutz di Starogard Gdański, sotto il comando dell'SS-Unterscharführer Paul Drews;
- 12 membri della SS-Heimwehr Danzica, sotto il comando dell'SS-Obersturmführer Wilhelm Fast.

Omicidio di massa a Mniszek:
- 36º Reggimento SS-Wachsturmbann "Eimann", al comando di Kurt Eimann;
- membri Selbstschutz.